# ЕЕ-9 Каскавел
„ЕЕ-9 Каскавел“ (от португалски – гърмяща змия) е бразилска средна бронирана кола, създадена от компанията ENGESA в края на 1960-те години.
Разработена е на базата на американската самоходна гаубица М8 от Втората световна война, която обаче е верижна. ЕЕ-9 е 6-колесна бойна машина с бързовъртящ се купол. Основното въоръжение е 90 милиметрово оръдие. Първият прототип е представен през 1970 година. Основната цел при проектирането ѝ е употребата на възможно най-много части за граждански возила за да бъде улеснено производството.

## Варианти
- Каскавел I е най-ранният вариант. Въоръжен е с едно 37-милиметрово оръдие.
- Каскавел II е въоръжен с по-мощно 90-милиметрово оръдие. Първа експортна версия.
- Каскавел III е с нов купол и ново оръдие.
- Каскавел IV е с нов двигател и трансмисия, оборудван с уреди за нощно виждане, инфрачервени сензори, лазерен далекомер и 12,7-милиметрова противовъздушна картечница.

## Оператори
- Алжир
- Боливия
- Буркина Фасо
- Габон
- Гана
- Еквадор
- Зимбабве
- Израел
- Ирак
- Иран
- Катар
- Кипър
- Колумбия
- Либия
- Мароко
- Мианмар
- Нигерия
- Парагвай
- Перу
- Суринам
- Тунис
- Уругвай
- Чад
- Чили